# 붉은매미나방
붉은매미나방은 나비목 태극나방과 독나방아과의 곤충이다. 극동러시아, 네팔, 인도 북부, 중국, 한국, 일본에 산다. 날개 길이는 수컷은 40~50mm이고, 암컷은 70~90mm이다. 활엽수의 잎을 주로 갉아먹기 때문에, 해충으로 간주된다. 사람에게는 피부병이나 각막염, 알레르기 반응을 일으킨다.

## 특징
중령 유충은 몸이 검고 5배마디와 가슴에 주황색 무늬가 있으나 더 자라면 배의 주황색은 사라지고 배 끝 부분에 회백색 무늬가 나타난다. 종령 유충은 몸이 흑갈색으로 변해서 나뭇가지에 붙어 있으면 찾기가 어렵다. 가슴 1마디 양 옆으로 길고 검은 털 뭉치가 있고 배 끝에도 긴 털 뭉치가 4개 있다. 나뭇가지나 단단한 곳에 거꾸로 매달려서 자신의 털도 섞어서 번데기가 된다. 암수는 크기도 다르고 날개의 무늬도 다르다. 암컷은 배 끝의 3마디를 제외하고 분홍색이며 뒷날개도 분홍색이다.

## 아종
- Lymantria mathura mathura Moore, 1879
- Lymantria mathura aurora Butler, 1877 (한국, 중국, 일본, 대만, 아무르)
- Lymantria mathura subpallida Okano, 1959 (대만)